# 草止め
草止め（くさどめ）は、草本類を用いて法面の保護、山腹の土砂の崩壊を防止する工法である。

## 概要
河川、水路で、水当たりの激しくない箇所に法留護岸として萱、葭などを10cm厚に小口をそろえて敷列にならべ、粘土を置く。これを繰り返して適当な高さにするのが、萱羽口工である。
砂防工事では、山腹を草木の生育によって固定し、土砂の崩壊を防止する。
傾斜のゆるやかな箇所では、張芝工、筋芝植付、飛芝植付などが行われ、傾斜の急な箇所では、斜面をいくすじか階段状に切り取り、段上に約60cm高の土坡を築き、背面に土砂を充てんし、法面にシバ、カヤその他の株根を張り付ける積苗工、萱筋工、芝筋工などがある。